# Мимоза Ахмети
Мимоза Ахмети (на албански: Mimoza Ahmeti) е албанска журналистка, писателка и поетеса, авторка на произведения в жанра лирика и драма.

## Биография и творчество
Мимоза Ахмети е родена на 12 юни 1963 г. в Круя, Албания.
Следва албански език и литература, а по-късно и сценаристика в Художествената академия в Тирана. Завършва специалност „Информационни системи“ университетския институт „Курт Бош“ в Сион, Швейцария. Получава докторска степен от университета „Зигмунд Фройд“ във Виена.
Първата ѝ стихосбирка „Bëhu i bukur“ (Бъди красива) и издадена през 1986 г. Присъединява се към Албанския писателски съюз през 1990 г.
През 1993 г. е издаден първия ѝ роман „Arkitrau: një histori të bukurish“ (Аркитрау: история за красавици).
През 1994 г. е издадена стихосбирката ѝ „Delirium“ (Делириум), сборник с 53 стихотворения, който е оценен от критиката и я прави известна. Нейната поезия е добре приета от новото младо поколение читатели, които се идентифицират със западната култура. Откровените ѝ изрази на широко отворено женско желание и угаждане на чувствени удоволствия и кристалната плавност на езика ѝ я правят модерна класика. Те провокират размисъл върху съвременната идентичност на албанците и тяхното отношение към миналото.
След тази стихосбирка минава на свободна практика и ръководи издателство „Марин Барлети“. Започва да пише разкази, публикувани в списание „Nëntori“ (Ноември), и статии, а също така работи с някои от албанските музикални фестивали.
През 1998 г. получава награда от Поетичния фестивал в Сан-Ремо организиран от Радио и телевизия Италия (RAI).
През 2001 г. е кандидат от Демократическата партия на местните избори в Тирана, но губи изборите.
Поради нейното радикално индивидуално мислене и уверената, феминистка позиция, тя често е обект на атаки в много традиционното и патриархално албанско общество. Последвалата криза тя преодолява в романа си „Gruaja haluçinante“ (Халюциниращата жена) издаден през 2006 г. Героинята на романа е изпробвала различни терапии за борба с депресията си, нито една от които не е помогнала, а тялото и душата ѝ се борят като два звяра, и за да ги помири тя преследва много любовни връзки. Книгата описва не само отчаянието на героинята, но разглежда и реалностите на съвременното патриархално албанско общество.
Мимоза Ахмети живее със семейството си в Тирана.

## Произведения

### Поезия
- Bëhu i bukur (1986)
- Sidomos nesër (1988)
- Delirium (1994)
- Pjalmimi i luleve (2003)

### Романи
- Arkitrau: një histori të bukurish (1993)
- Gruaja haluçinante (2006)

### Сборници
- Absurdi koordinativ (1996) – разкази
- Ich liebe dich, Adlia (2009) – разкази

### На български език
- Опрашването на цветята; Аскетичност; Suspens; Участие; Бъбречен мозък; Диамант сред диаманти; Ерос в сборника „Албанска поезия“, сп. „Литературни Балкани“ (2005), прев. Елица Велинова